# Saint-Louis (quartier de Versailles)
Pour les articles homonymes, voir Saint-Louis et Quartier Saint-Louis.
Le quartier Saint-Louis est un quartier de Versailles, dans le département français des Yvelines. Le quartier est situé au sud du château selon l'axe de l'Avenue de Paris, et tient son nom de la cathédrale Saint-Louis, siège du diocèse de Versailles, qui s'y trouve.
Il est l'un des deux quartiers, avec le quartier Notre-Dame, créés sous Louis XIV à l'est du château de Versailles, tous deux construits en damier autour de carrés centraux éponymes, sur lesquels furent implantés les marchés. Aujourd'hui, seul le marché du carré Notre-Dame subsiste.

## Géographie
Le quartier Saint-Louis se trouve au sud-est du château de Versailles. Il est limité par le bois Saint-Martin, le bois de Satory et l’avenue de Sceaux.
Il y avait des octrois au niveau de la grille de l’Orangerie et au bout de la rue du Maréchal-Joffre. Les octrois étaient en vigueur jusqu’en 1943,.

## Monuments historiques
Le quartier Saint-Louis, comme celui de Notre-Dame est classé secteur sauvegardé par la loi Malraux en 1973. De nombreux bâtiments du quartier sont classés ou inscrits au titre des monuments historiques : 
- La salle du Jeu de paume, le premier monument historique de Versailles;  classée en 1848[5] ;
- Situés place Saint-Louis :
  - la cathédrale Saint-Louis, classée en 1906[6] ;
  - la fontaine de la Place Saint-Louis, classée en 1914[7] ;
- Situés rue du Maréchal-Joffre :
  - le potager du Roi et le parc Balbi, classés en 1926[8] ;
  - l'écurie de la comtesse d’Artois - Lycée Jules-Ferry, classée en 1929[9] ;
- Situés au carrefour de la rue d’Anjou et de la rue Royale :
  - immeubles aux carrés Saint-Louis, inscrits en 1931[10] ;
  - la caserne de Cröy  classée en 1929[11] ;
- Situés rue de la Chancellerie :
  - l'ancien immeuble de Dangeau - Cour des Senteurs  inscrit en 1930[12] ;
  - l'hôtel de la Chancellerie  inscrit en 1930[13] ;
- Situés rue de l'Indépendance-Américaine : 
  - le Grand Commun classé en 1929[14] ;
  - l'hôtel de la Guerre classé en 1922,1929[15] ;
  - l'hôtel des Affaires étrangères et de la Marine, actuelle bibliothèque municipale, classée en 1929[16] ;
  - l'hôtel de la Surintendance des Bâtiments du roi - Caserne Vauban classé en 1929[17] ;
  - l'hôtel du Grand Contrôle, classé en 1929[18] ;
- Situé avenue de Sceaux :
  - l'abreuvoir Louis XIV, square des Francine, inscrit en 1935[19].

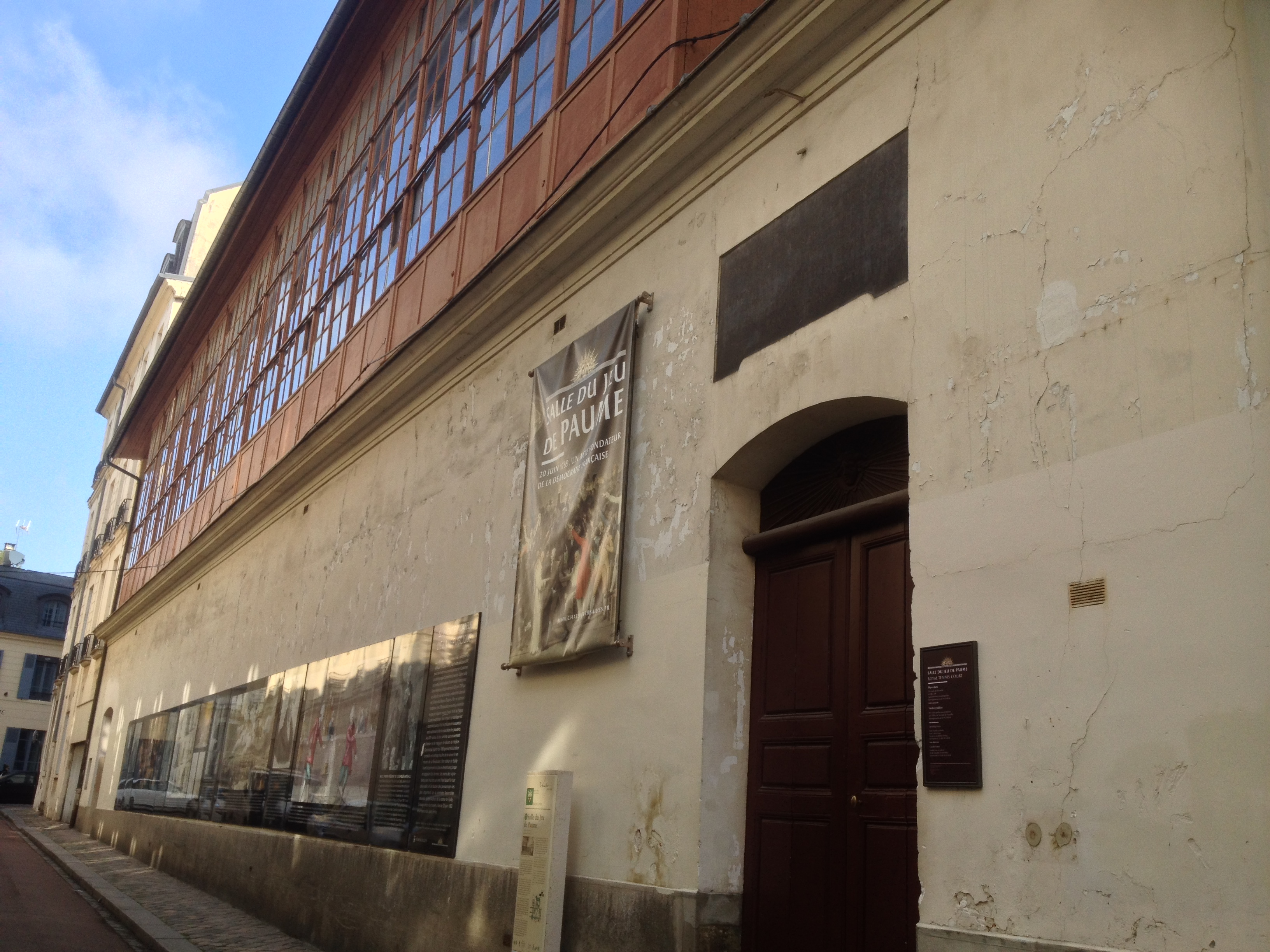
Salle du Jeu de Paume.
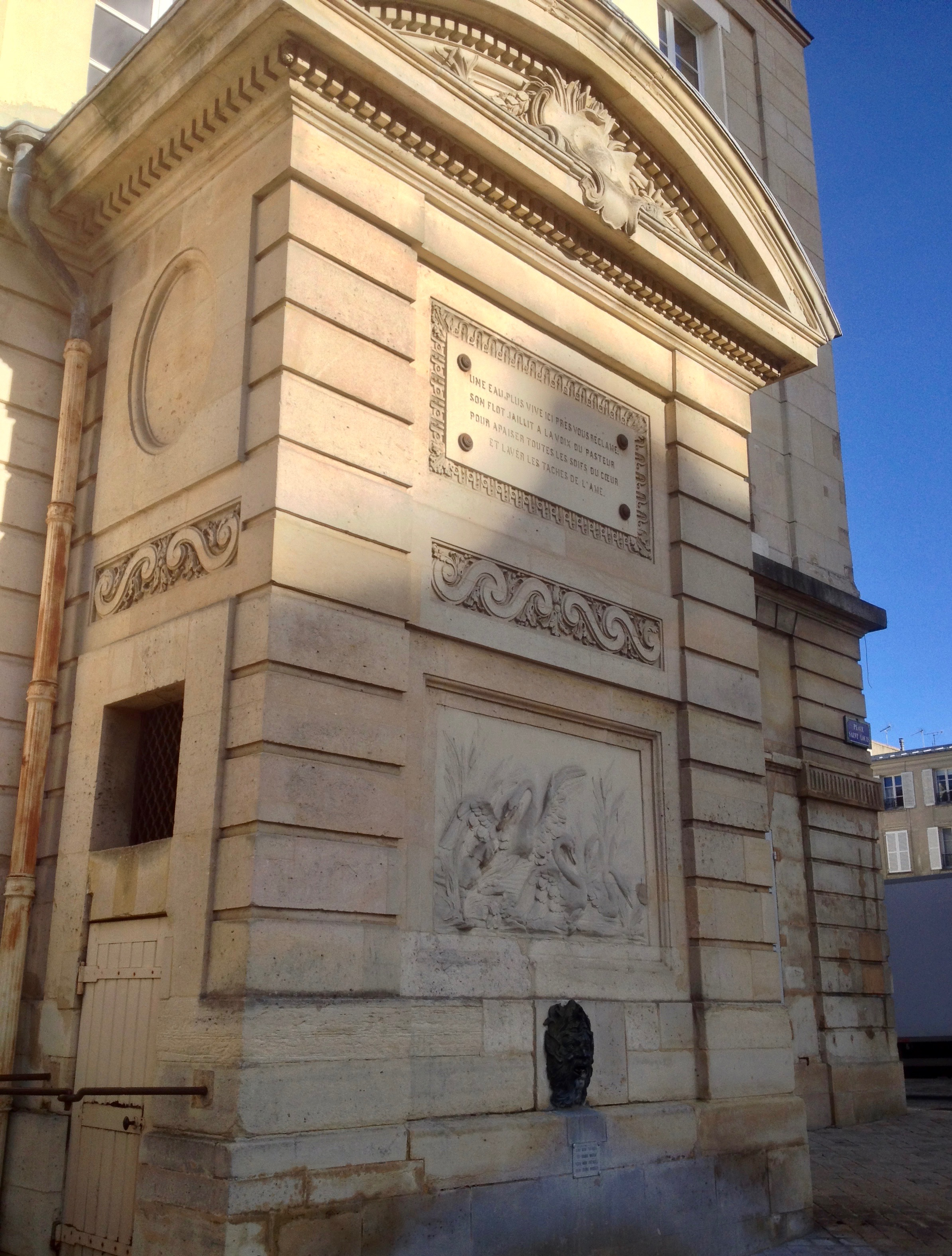
Fontaine à la place Saint-Louis.
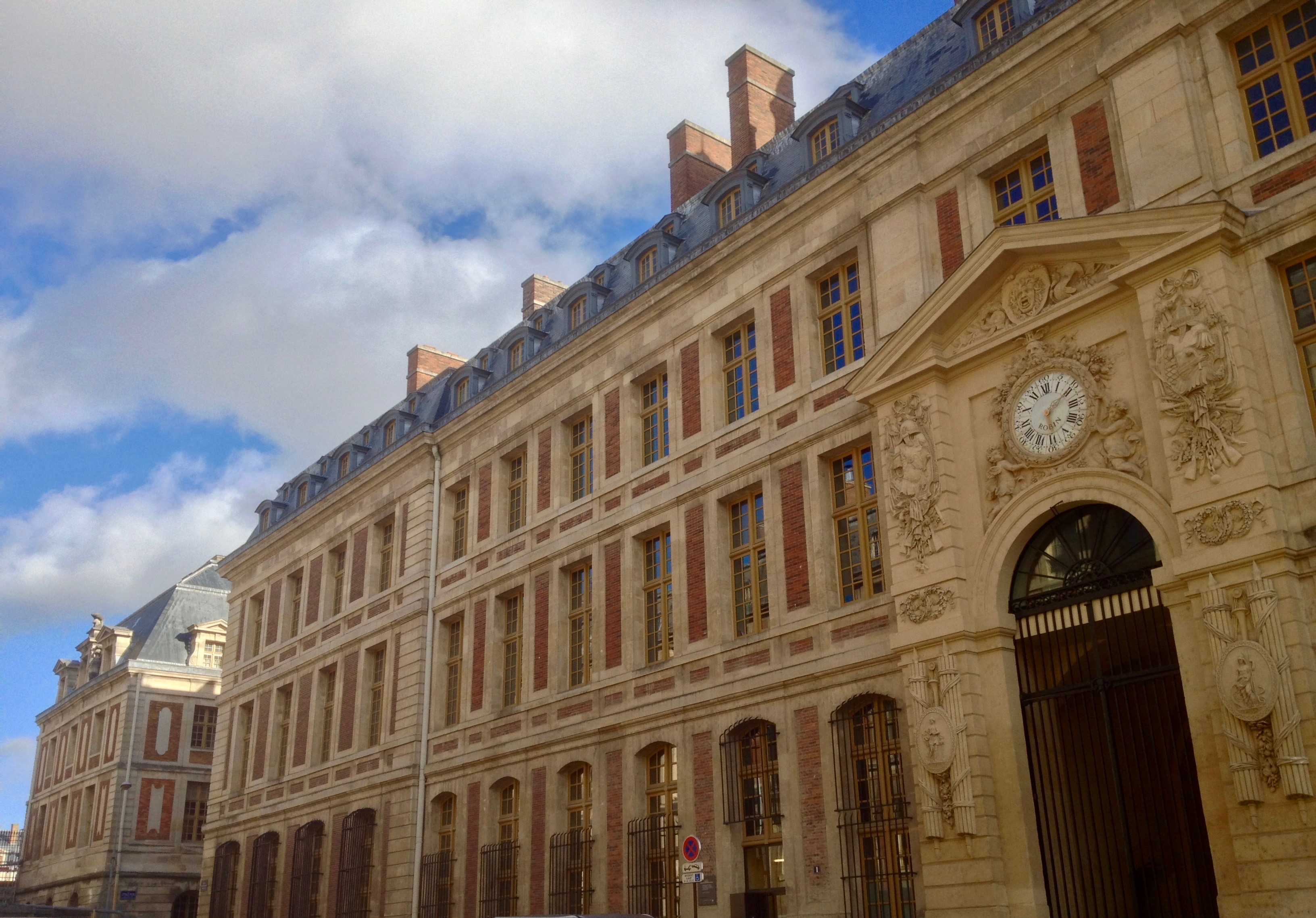
Grand Commun.
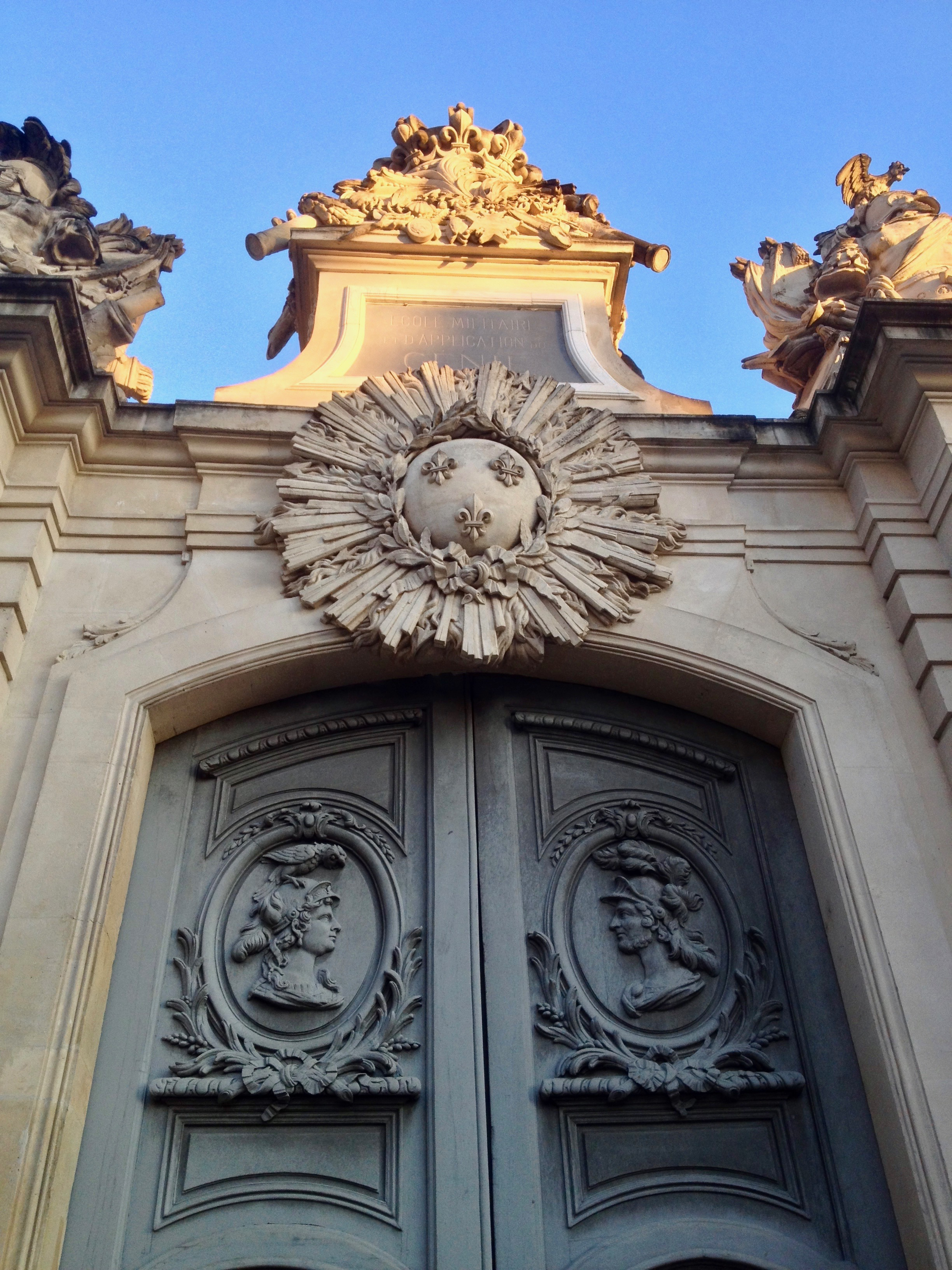
Hôtel de la Guerre.
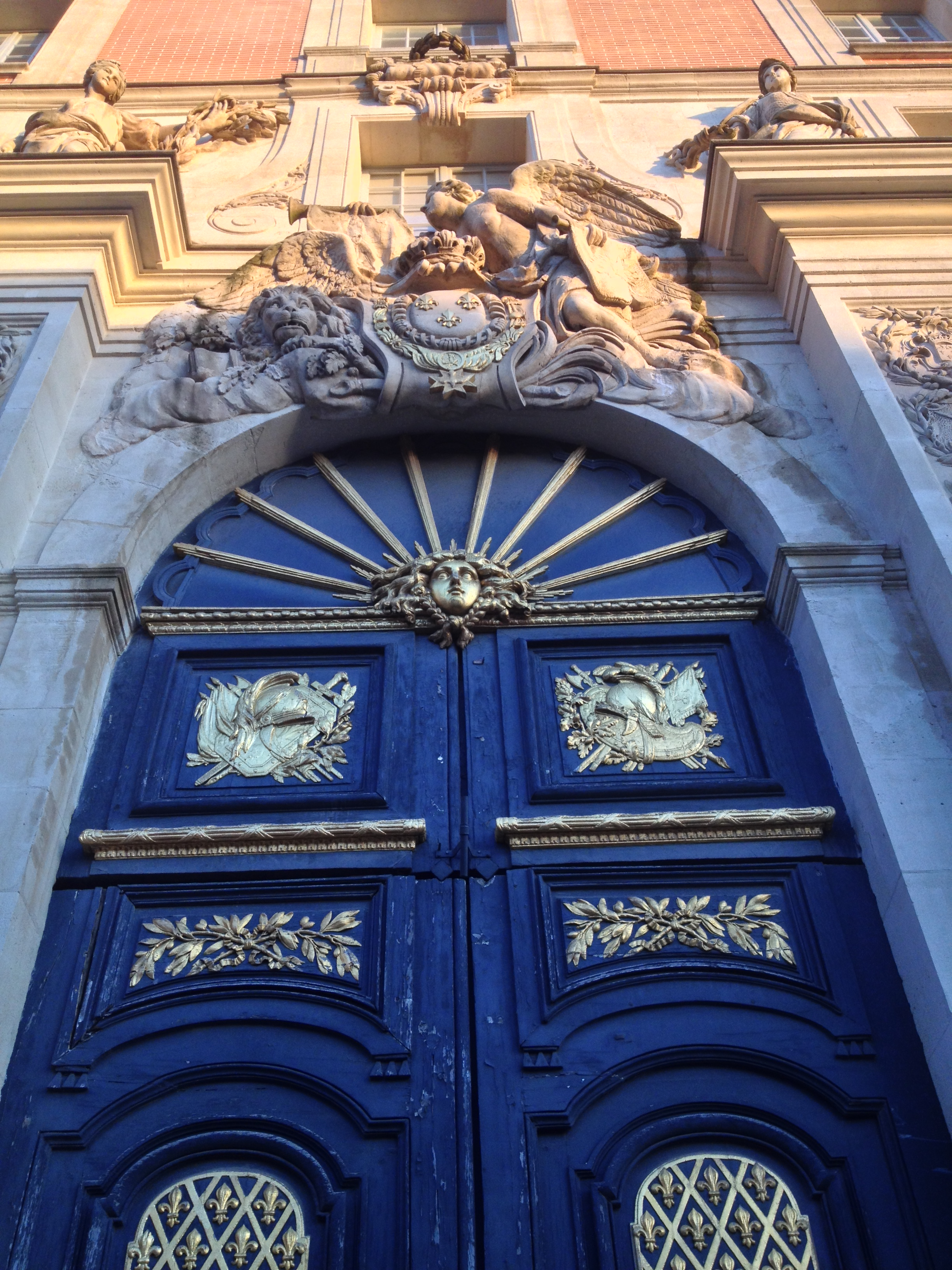
Portail de la bibliothèque municipale.
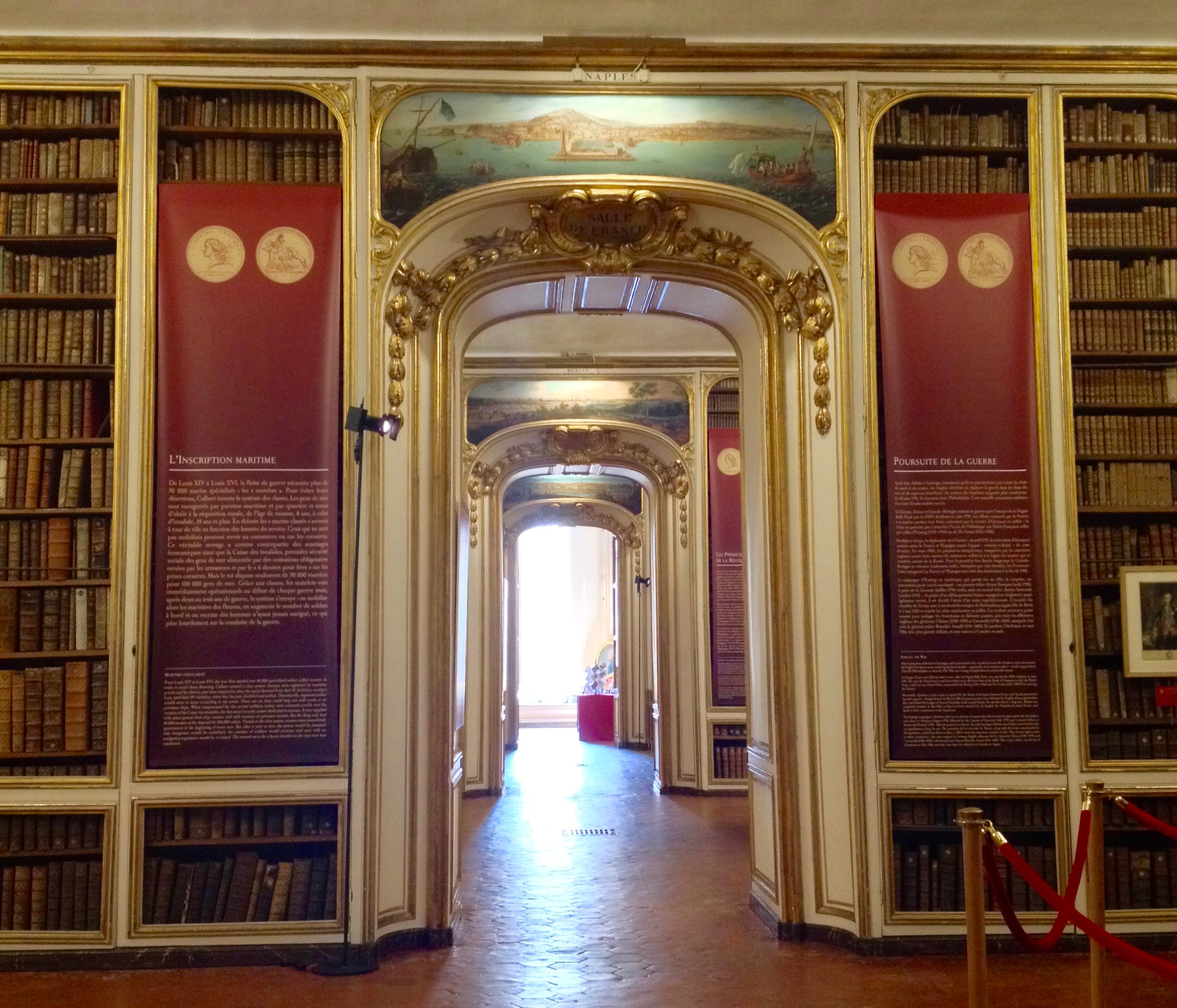
Bibliothèque municipale.
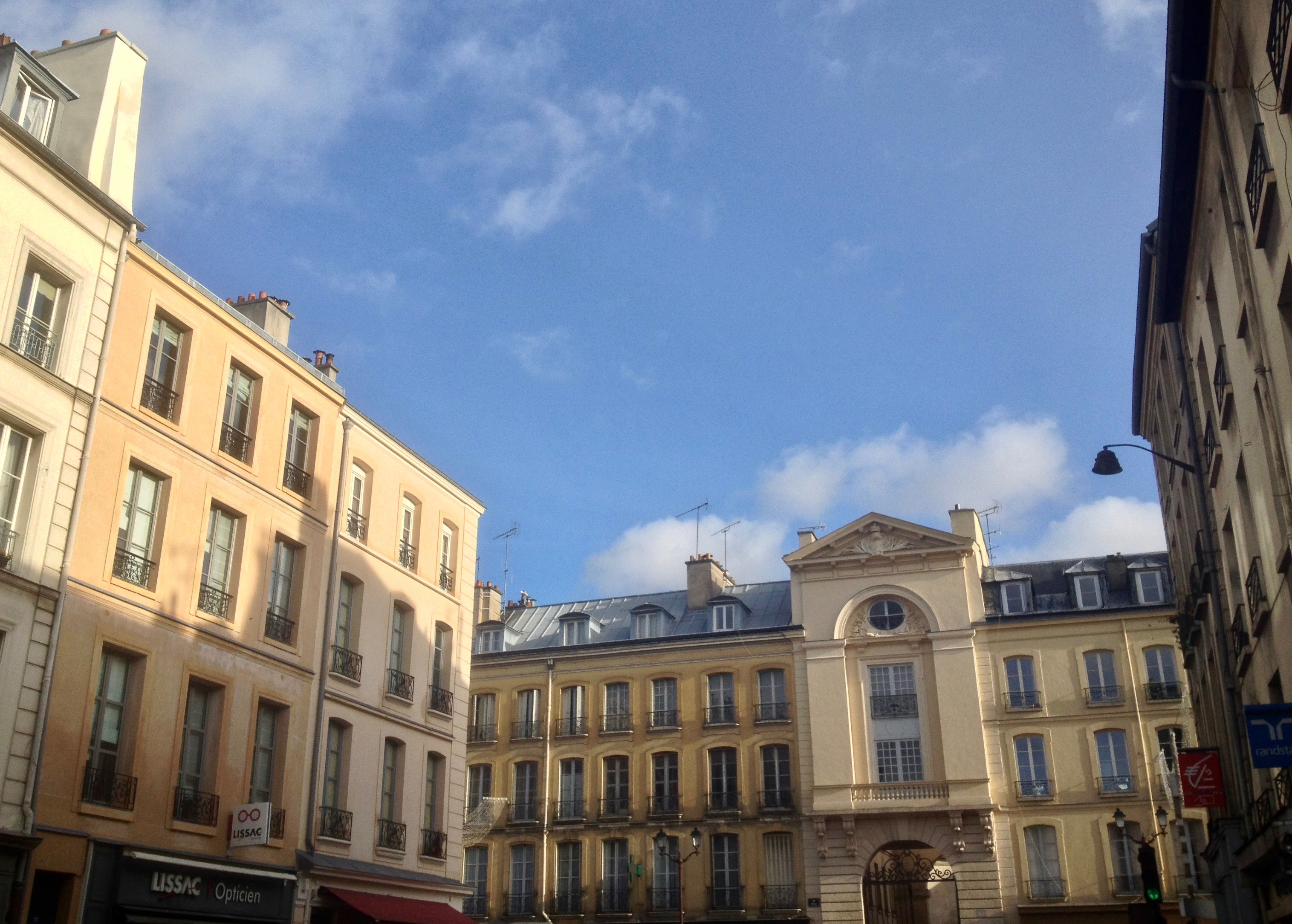
Caserne de Croÿ.
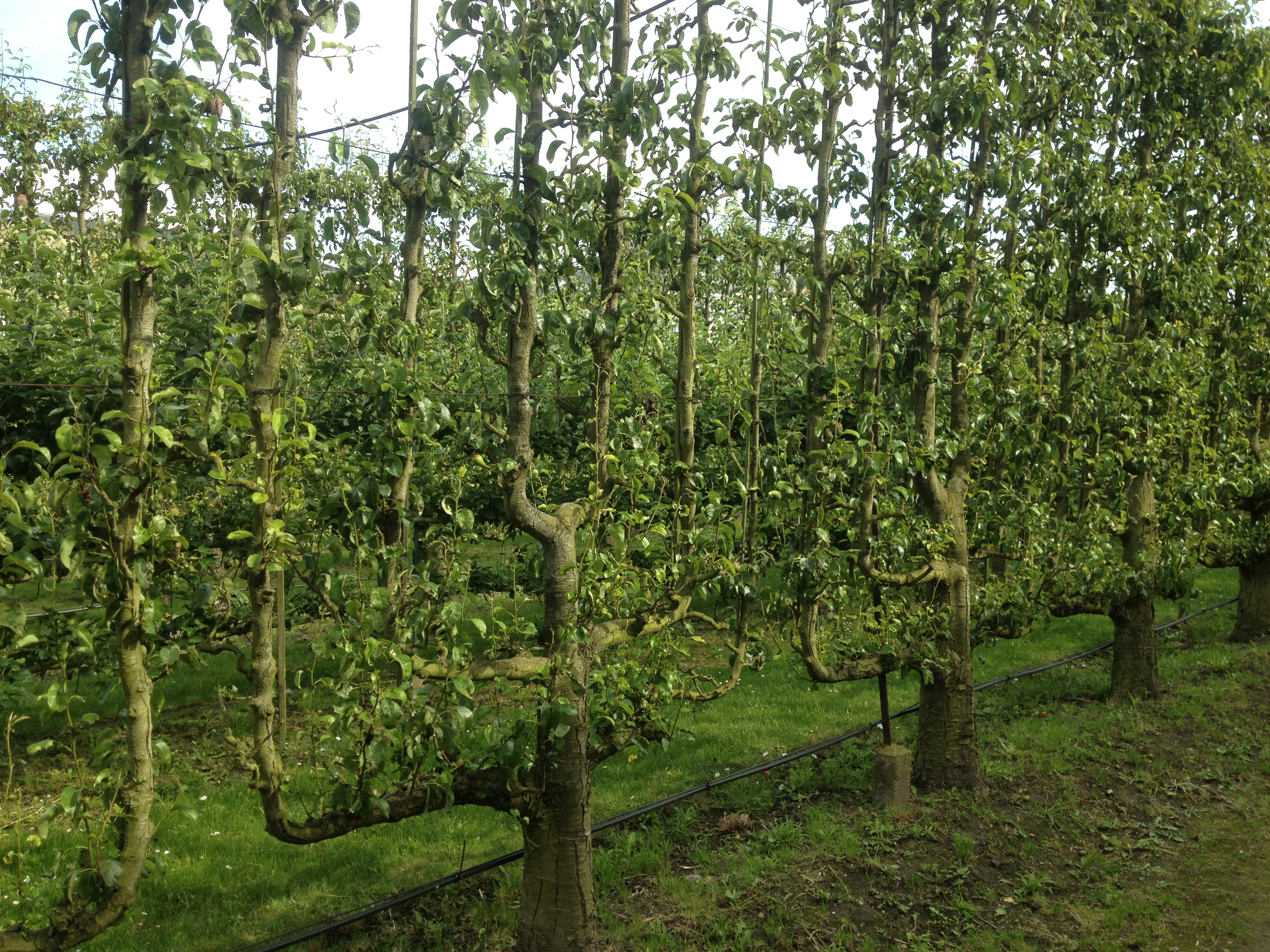
Potager du Roi.
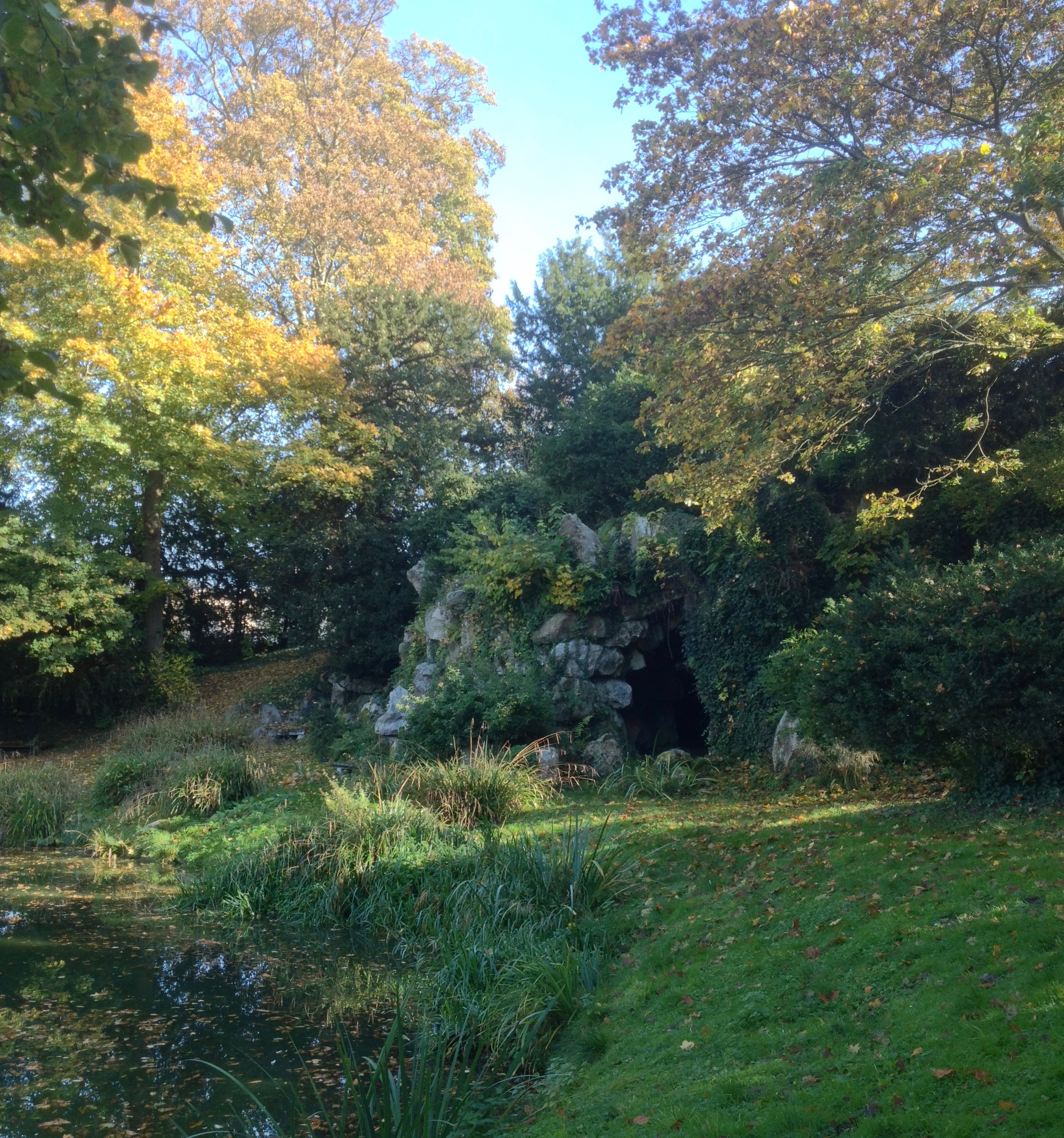
Parc Balbi.
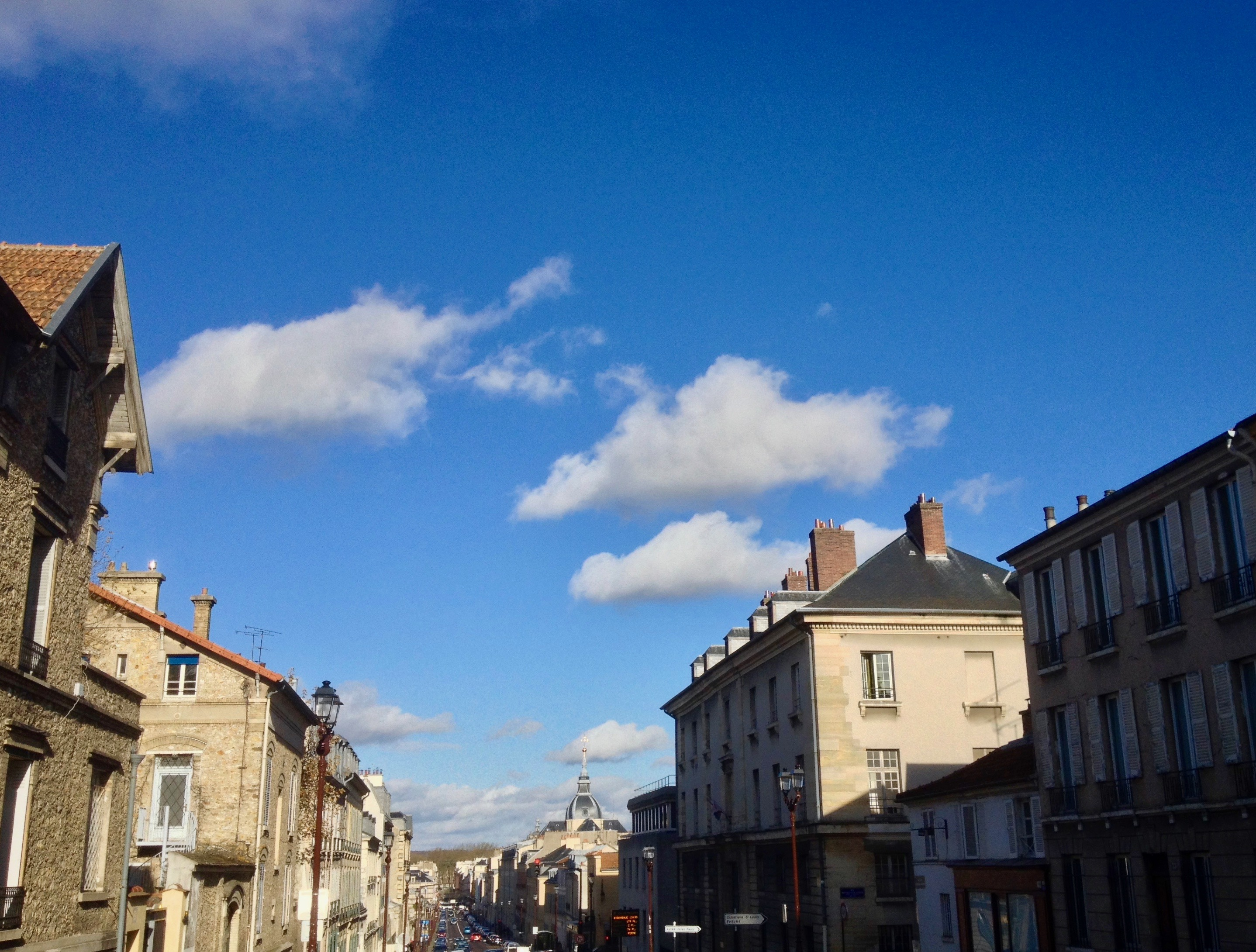
Écurie de la comtesse d'Artois dans la rue du Maréchal-Joffre.
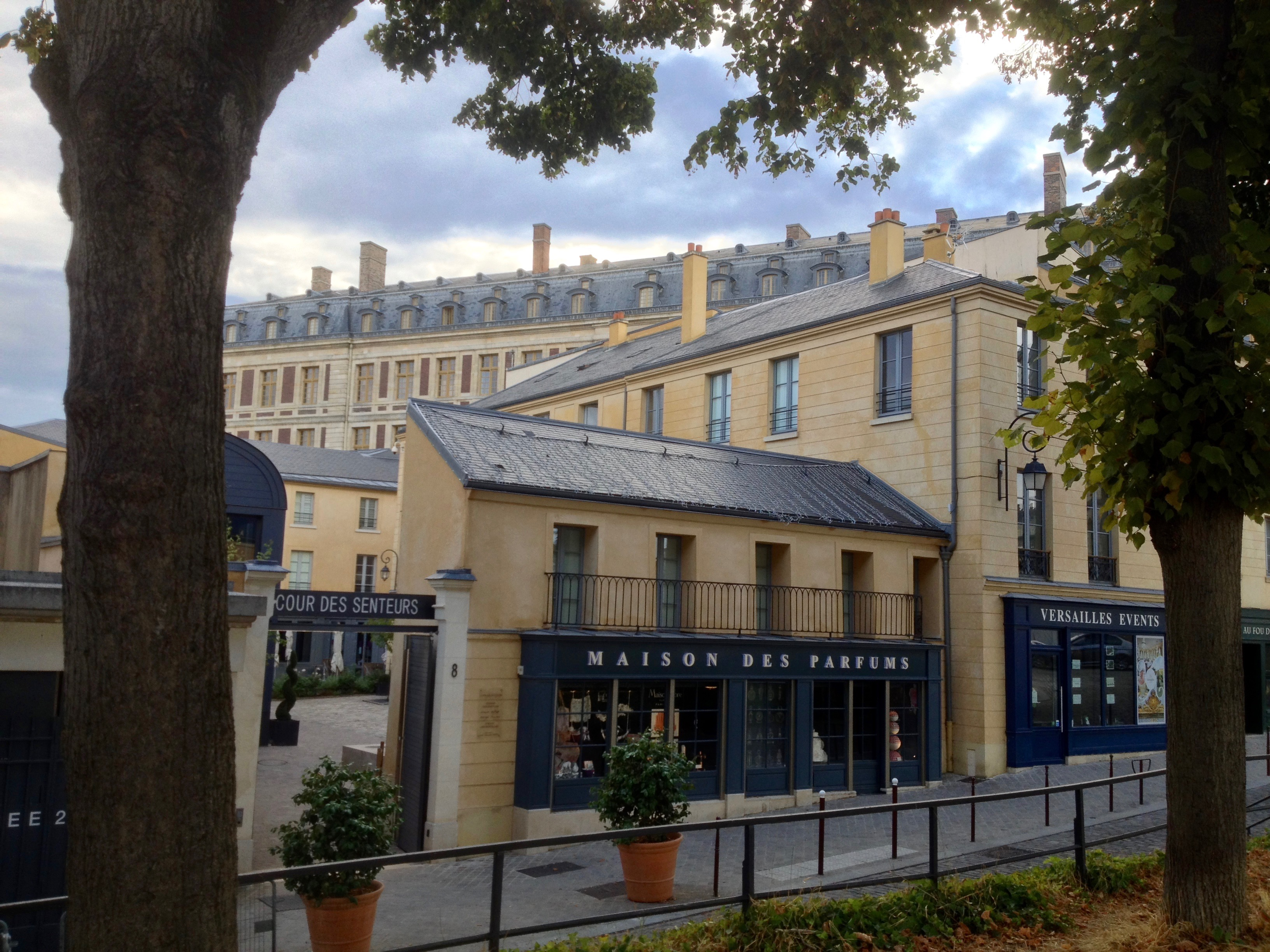
Entrée de la Cour des Senteurs.
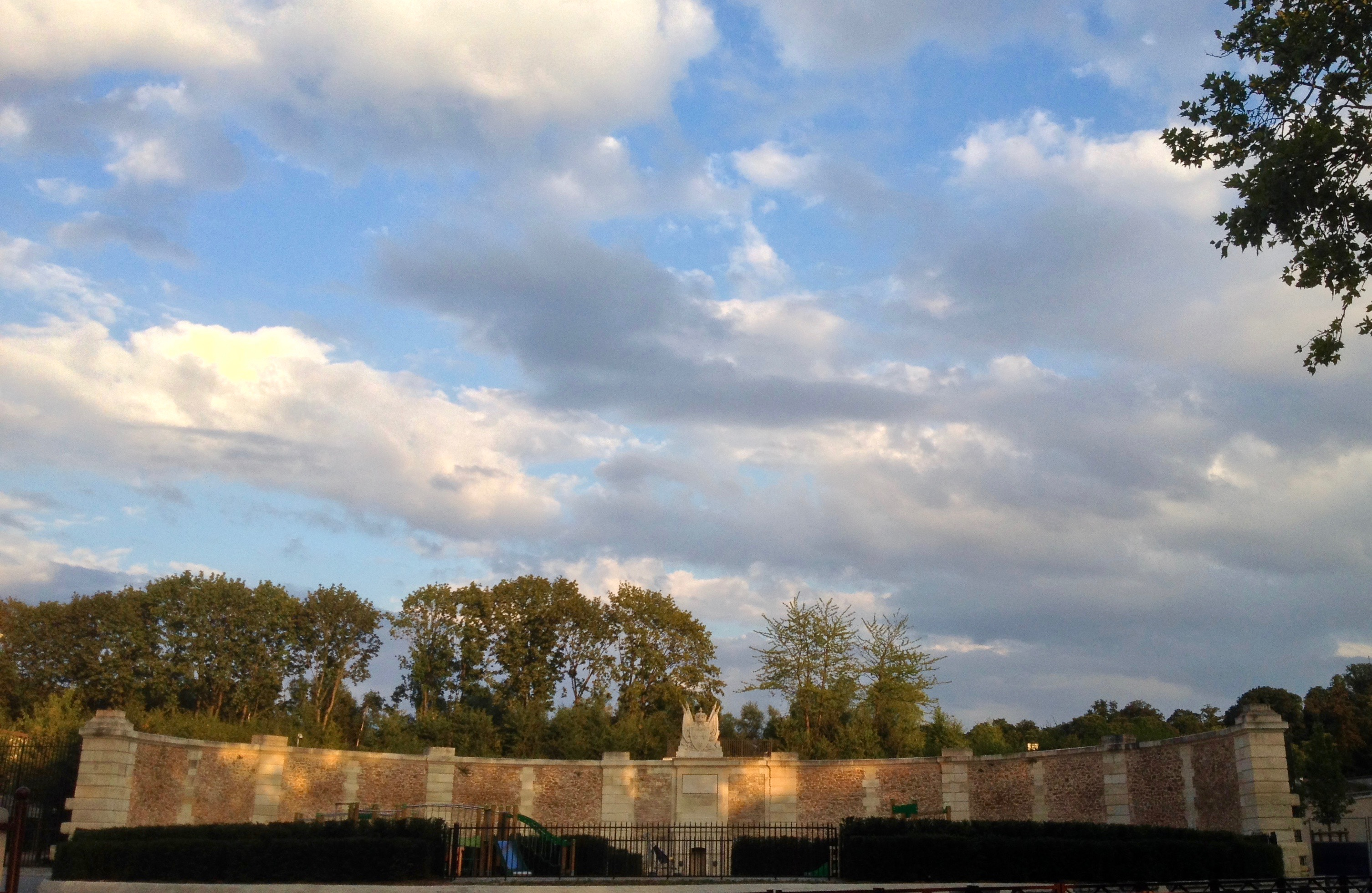
Abreuvoir Louis XIV, square des Francine.
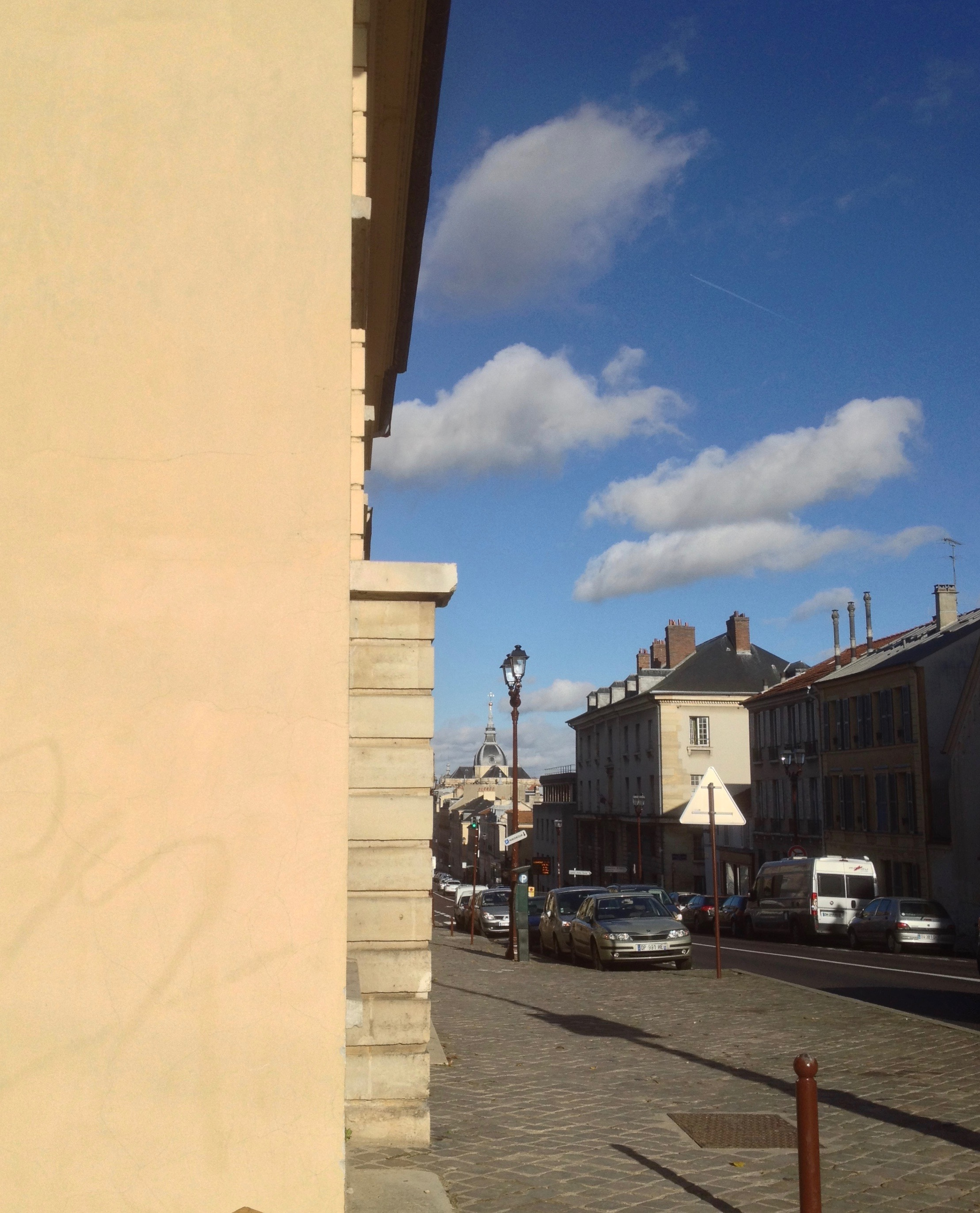
Un pilier de l'octroi, dans la rue du Maréchal-Joffre.
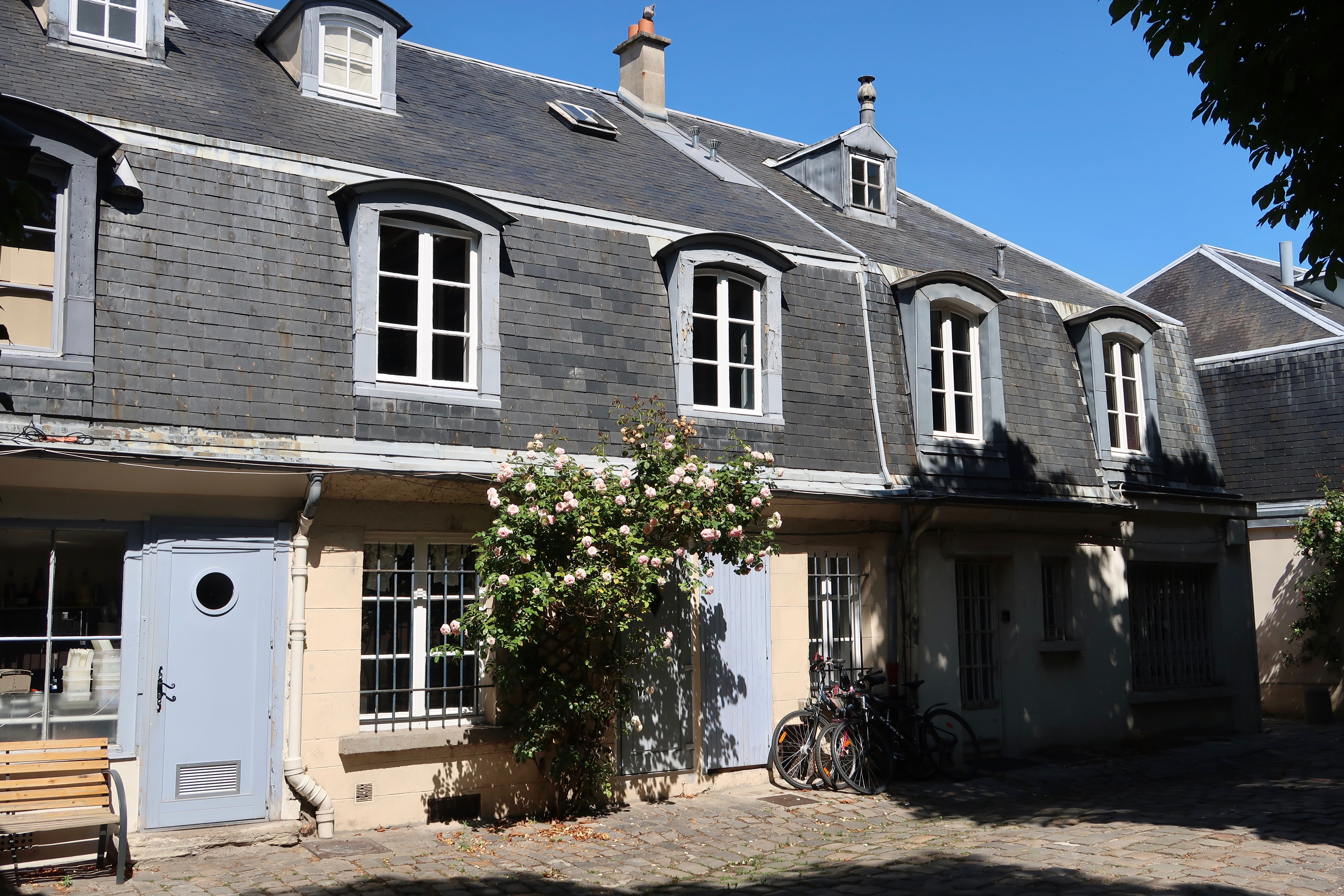
Maisonnettes du carré au Puits.

## Histoire

### Ancien Régime

#### Moyen Âge - un petit village
Versailles est mentionné dans une charte de l’abbaye de Saint-Pair de Chartres de l’an 1038.
Le comte de Chartres donne à l’abbaye les terres de cette ville.
À la fin du XIe siècle, le village se situe autour de l’église Saint-Julien et un château fort.

#### XVIesiècle
- 1561 : Martial de Loménie, secrétaire d’État aux Finances de Charles IX, devient seul seigneur de Versailles.

##### SousHenri III(1551-1574-1589)
- 1575 : Albert de Gondi, duc de Retz, arrive avec Catherine de Médicis, et acquit la seigneurie de Versailles. Dès lors, les Gondi sont propriétaires de Versailles.

##### Sous Henri IV (1553-1589-1610)
- 1589 : passage d’Henri IV à Versailles[22].

Henri de Gondi, fils d'Albert de Gondi et évêque de Paris, accueille souvent le roi dans son manoir à Versailles.

#### Sous Louis XIII (1601-1610-1643) - «Parc-aux-Cerfs»
- 1623 : construction d’un pavillon de chasse.
- 1626 : Louis XIII reçoit sa mère Marie de Médicis et la reine Anne d’Autriche à Versailles[23].
- 1630 : Journée des dupes, le roi désavoue Marie de Médicis qui partira en exil. Construction d’une salle du Jeu de Paume à l’emplacement actuel du Grand Commun.
- 1632 : le roi rachète la seigneurie à Jean-François de Gondi, fils d'Albert Gondi et premier archevêque de Paris, et agrandit son pavillon de chasse. Versailles devient le terre du Roi[24].

#### SousLouis XIV(1638-1643-1715) - Château pour laCour de France
- 1661: aménagement du château et la ville par Louis Le Vau et André Le Nôtre.
- 1672-1673 : Louis XIV décide de démolir l’église Saint-Julien et construit une nouvelle église dédiée à Saint-Julien au nouveau quartier.
- 1678-1684 : construction de la galerie des Glaces par Jules Hardouin-Mansart.
- 1678-1683 : construction du potager du Roi.
- 1679-1682 : ouverture de la Pièce d’eau des Suisses.
- 1679-1682 : construction de la Petite Écurie et de la Grande Écurie.
- 1681-1683 : construction de l’hôtel du Grand contrôle
- 1682 : Versailles devient le siège de gouvernement.
- Entre 1682 et 1686 : construction du Grand Commun à l’emplacement de l’église Saint-Julien et du jeu de Paume de Louis XIII.
- 1684 : construction du Couvent des Récollets.
- 1684 : inauguration de la machine de Marly.
- 1684-1686 : construction de l’église Notre-Dame au nouveau quartier.
- 1685 : ouverture du passage Saint-Louis[25].
- 1686 : construction de la salle du Jeu de paume.
- 1688-1702 : construction de l’hôtel de la Surintendance des Bâtiments du roi.

#### Sous Louis XV (1710-1715-1774) - développement de la paroisse Saint-Louis
- 1722 : retour de la Cour à Versailles.
- entre 1725 et 1727 : construction de la chapelle Saint-Louis.
- 1734 : construction de la caserne de Cröy.
- 1736-1737 : construction des carrés Saint Louis.
- 1743 et 1754 : construction de l’église Saint-Louis.
- 1752 : construction de l’hôtel des Postes.
- entre 1759 et 1762 : construction de l’Hôtel de la Guerre sur l’emplacement du potager de Louis XIII.
- 1761-1762 : construction de l’hôtel des Affaires étrangères et de la Marine.
- 1764 : construction de la chapelle des Catéchismes, attachée à l’église Saint-Louis.
- 1766 : installation de la fontaine sur la Place Saint-Louis.
- 1769-1770 : transfert du cimetière Saint-Louis vers le bois de Satory.

### Révolution française(1789-1799)

#### sousLouis XVI(1754-1774-1793)
- 1783 : le traité de Versailles pour l’indépendance américaine est signé à l’hôtel des Affaires étrangères et de la Marine.
- entre 1785 et 1787 : création du jardin pour la comtesse Balbi par l’ordre du comte de Province.
- 1789 : l'église Saint Louis reçoit le roi et les députés des États Généraux.
- 1790 : la municipalité de la ville de Versailles est installé dans l’ancien hôtel de Conti.
- 1790 : adoption de la Constitution civile du clergé par l’Assemblée nationale.
- 1791 : fuite du roi et arrestation à Varennes.
- 1792 : destitution de Louis XVI.

#### Terreur(1793-1794)
- 1793-1795 : l'église Saint-Louis est fermée.
- 1793-1810 : la manufacture d’armes est installée dans le Grand Commun.
- 1797 : l'église Saint-Louis est devenue cathédrale par Mgr Clément, évêque constitutionnel fidèle à la révolution et ses idées.

### Consulat et Empire de Napoléon Bonaparte (1769-1804-1814,1815«Cent-jours», 1821)
- 1799 : Coup d'État de Napoléon Bonaparte.
- 1800 : l'hôtel des Affaires étrangères et de la Marine abrite la bibliothèque de l’école centrale de Seine-et-Oise, puis la bibliothèque municipale y est installée.
- 1801 : le Concordat est signé, le diocèse de Versailles est érigé.
- 1802 : la cathédrale Saint-Louis reçoit Mgr Louis Charrier de la Roche, le premier évêque concordataire.
- 1804 : sacré Napoléon Ier, la salle du Jeu de Paume abrite l’atelier du peintre Antoine-Jean Gros[26].
- 1805 : visite par Pie VII de la cathédrale Saint-Louis et du château de Versailles.

### Restauration (1814-1830)

#### sous Louis XVIII (1755-1814-1815, 1815-1824)
- À la Restauration de la monarchie, le roi Louis XVIII ne résida pas au château, et laissa s’y installer d’anciens émigrés[27].

#### sous Charles X (1757-1824-1830-1836)
- Charles X puis Louis-Philippe font refaire les boiseries, les confessionnaux et les garnitures d’autels de la cathédrale de Saint-Louis[28].
- 1830 : Révolution de Juillet entraînant l'abdication successive de Charles X et Louis XIX au profit d'Henri V : Louis-Philippe usurpe le pouvoir.

### 1830-1870

#### sous Louis-Philippe «Monarchie de juillet» (1773-1830-1848-1850)
- 1830 : Proposition du ministre de l’Intérieur au roi de créer un poste d’inspecteur des monuments historiques, attribué à Prosper Mérimée en 1834.
- 1837 : inauguration du Musée historique au Château de Versailles.
- la salle du Jeu de Paume abrite l’atelier Horace Vernet (sous Louis-Philippe).
- 1839 : inauguration de la gare de Versailles-Rive-Droite.
- 1840 : inauguration de la gare de Versailles-Rive-Gauche.
- 1843 : installation de la statue de l’Abbé de L’Épée au milieu du carrefour des rues d’Anjou et Royale[29]. Celle-ci est entre-temps déplacée au carré sud-est.
- 1843-1955 : le Grand Commun sert d'hôpital militaire.
- 1848 : Révolution de Février destituant Louis-Philippe et proclamant la IIe République.

#### IIeRépublique(1848-1852)
- 1848 : élection de Louis-Napoléon Bonaparte comme Président de la République française, qui en profite pour restaurer l'Empire.
- 1849 : inauguration de la gare de Versailles-Chantiers.

#### sous Napoléon III (1808-1852-1870 «Second Empire» -1873)
- 1854-1855 : construction des manèges et de la caserne à l’emplacement actuel des « Manèges ».
- 1855 : Napoléon III accueille la reine Victoria au château de Versailles[30].

### 1870-1958

#### IIIeRépublique(1870-1940)
- 1870 : Guerre franco-prussienne : Versailles devient le siège des autorités prussiennes.
- 1872 : ouverture de l’École nationale supérieure d’horticulture (ENSH) au potager du Roi.
- 1876 : inauguration du tramway de Versailles.
- 1883 : inauguration du Musée de la Révolution dans la Salle du Jeu de Paume.
- 1897-1900 : construction de l’Hôtel de ville de Versailles sur l’Avenue de Paris
- 1905 : Loi de séparation des églises et de l’Etat ; le préfet demande à l’évêque Mgr Gibier de partir du presbytère, l’évêché a déménagé chez Saint-Augustin de la Congrégation de Notre-Dame.
- 1914-1918 : Première Guerre mondiale.
- 1919 : traité de Versailles signé à la Galerie des Glaces du Château de Versailles.

#### Régime de Vichy(1940-1944)
- 1940-1944 : occupation par les troupes allemandes pendant la Seconde Guerre mondiale.
- 1944 : enregistrement des armoires de Versailles : "de France au chef d'argent chargé d'un coq bicéphale naissant au naturel."

#### IVeRépublique(1946-1958)
- 1951 : l'hôtel de la Chancellerie est racheté par la ville de Versailles pour y installer le Conservatoire de musique (CRR) et l’École des Beaux-Arts, qui n’y restera que quelque temps[31].

### VeRépublique(1958-) -Urbanisme
- 1976 : inauguration de l’École nationale supérieure du paysage (ENSP[32]) au potager du Roi.
- 1981 : les écuries de la comtesse d’Artois abritent une partie du lycée Jules-Ferry.
- 1991 : inauguration « des Manèges » en gardant le portail des manèges et celui de la caserne.
- 2001 : inauguration du jardin des Récollets et restitution du pavage de la place Saint-Louis.
- 2002 : restauration du Grand Commun[33].
- 2005 : ouverture de la grotte du parc Balbi au public en visites guidées.
- 2006 : replantation de l’allée des Peupliers.
- 2007 : retour de la statue de l’Abbé de L’Épée sur la place Saint-Louis.
- 2013 : « Année Le Nôtre » et inauguration de la Cour des Senteurs sur l’emplacement de l’ancien hôtel de Dangeau.
- 2014 : transformation de la caserne Vauban en « Résidence étudiante de l’Orangerie »[34].
- 2015 : aménagement de la caserne du quartier de Croÿ pour la salle de la Rotonde[35].
- 2016 : réaménagement du square des Francine, dans le cadre de l'aménagement du quartier Chantier[36].
- 2019 : rénovation des pourtours de la Gare de Versailles-Chantiers, en particulier des accès à la Place des Francine : le réseau d'autobus local est complètement remanié.